# Liste der Trappistenklöster
Die Liste der Trappistenklöster enthält bestehende und ehemalige Klöster der Zisterzienser der strengeren Observanz (Trappisten).

## Trappisten

### Afrika
Algerien
- Kloster Notre-Dame de l’Atlas in Tibhirine, Provinz Medea (verwaist)

Angola
- Mosteiro Bela Vista in Benguela (bestehend)

Benin
- Monastère Notre Dame de Kokoubou in Parakou (seit 1972 bestehend)

Kamerun
- Notre-Dame de Koutaba bei Koundja, gegründet 1951, Mutterkloster Aiguebelle, Primarabtei Morimond (bestehend)
- Bamenda Abbey in Bamenda (bestehend)

Kenia
- Our Lady of Victory Abbey in Kipkelion (2008 nach Kyotera, Uganda, verlegt)

Demokratische Republik Kongo
- Monastere Notre Dame des Mokoto in Goma, offiziell in Ruanda, siehe dort
- Monastère Notre Dame de l’Emmanuel in Kasanza bei Kole, westlich Lodja (bestehend)

Madagaskar
- Trappistenkloster Maromby (bestehend)

Marokko
- Prieuré Notre Dame de l’Atlas in Midelt (bestehend)[1]

Nigeria
- Our Lady of Mount Calvary Monastery in Awhum, Enugu (bestehend seit 1978)
- Our Lady of the Angels Monastery in Onitsha (bestehend seit 2000)
- Our Lady of the Holy Cross Monastery in Illah (zunächst Diözesankloster, seit 2006 als Trappistenpriorat bestehend)

Ruanda
- Monastère Notre Dame des Mokoto in Gisenyi (bestehend)

Uganda
- Our Lady of Victory Abbey in Kyotera, seit 2008, vorher in Kipkelion (Kenia) (bestehend)

### Asien
China
- Our Lady of Joy Abbey auf Lantau Island (Hongkong), (bestehend)

Indien
- Kurisumala Ashram in Kottayam, Kerala (bestehend)

Indonesien
- Biara Trappist Lamanabi in Larantuka (bestehend)[2]
- Pertapaan Rawaseneng in Temanggung westlich Salatiga (bestehend)

Israel
- Abtei Latroun in Ramla (bestehend)[3]

Japan
- Notre Dame du Phare in Hokuto, Präfektur Hokkaidō (bestehend)
- Torapisuto Shūdōin in Minamihata, Präfektur Ōita (bestehend)

Philippinen
- Our Lady of the Philippines Abbey in Jordan, Guimaras (bestehend seit 1972)

Taiwan
- Holy Mother of God Monastery in Shuili im Landkreis Nantou (bestehend)[4]

### Europa
Belgien
- Abbaye Notre Dame d’Orval bei Villers-devant-Orval (bestehend)
- Abbaye Notre Dame de Saint-Rémy in Rochefort, Provinz Namur (Zisterzienserinnen 1230–1464, Zisterzienser 1464 bis 1797, seit 1887 Trappisten, bestehend)
- Abbaye Notre Dame de Scourmont in Forges (bestehend)
- St. Benedictus-Abdij in Hamont-Achel (bestehend)
- St. Sixtus-Abdij in Westvleteren (bestehend)
- Abdij Westmalle (bestehend)

Bosnien und Herzegowina
- Samostan Marija-Zvijezda in Banja Luka (2017 aufgehoben)

Dänemark
- Myrendal Kloster in Allinge (bestehend)

Deutschland
- Abtei Mariawald in Heimbach (Eifel, mit Unterbrechungen seit 1862, seit 1909 Abtei, vorher Zisterzienser (1481/1486–1795)), aufgelöst und verkauft 2018[5]
- Abtei Alt-Düsselthal bei Düsseldorf (ca. 1707/1714–1804)
- Kloster Jakobsberg in Ockenheim (1921–1949 Trappisten, dann bis 2023 Missionsbenediktiner)
- Kloster Unsere Liebe Frau von der Barmherzigkeit in Rosendahl bei Darfeld in Westfalen (1725–1825)
- Kloster Maria Veen (1888–1952, seitdem Mariannhiller Missionare)

Frankreich
- Abbaye Notre Dame d’Acey in Vitreux (bestehend)
- Abbaye Notre Dame d’Aiguebelle in Montjoyer (bestehend)
- Abbaye de Cîteaux (bestehend)
- Abbaye de Bellefontaine in Bégrolles-en-Mauges (bestehend seit 1816, vorher Benediktiner)
- Abbaye Notre Dame de Grâce in Bricquebec (bestehend)
- Trappistenkloster Divielle in Goos, Département Landes (1869–1930)
- Kloster La Grâce-Dieu in Chaux-lès-Passavant (ab 1844, vorher Zisterzienser, mehrfach aufgelöst und wiederbesiedelt, zuletzt aufgelöst 2008)
- Abbaye de Melleray in La Meilleraye-de-Bretagne (seit 2015 Communauté du Chemin Neuf))
- Abbaye du Mont des Cats in Godewaersvelde (bestehend seit 1826, vorher Augustiner)
- Abbaye Notre-Dame des Neiges in Saint-Laurent-les-Bains (seit 2022 Zisterzienserinnen)
- Abtei Oelenberg in Reiningue, Elsass (2024 aufgegeben)
- Abbaye de Port du Salut (Entrammes, bestehend)
- Abbaye Sainte-Marie du Désert in Bellegarde-Sainte-Marie (2020 aufgehoben)
- Kloster Sept-Fons in Diou bei Moulins (Allier), Auvergne (seit 1845 bestehend, vorher Zisterzienser (1132–1791))
- Abbaye de Tamié in Plancherine (bestehend)
- Abbaye de Timadeuc in Bréhan (bestehend)
- Abbaye de la Trappe (Soligny-La-Trappe, bestehend)
- Trappistenabtei Val-Sainte-Marie in Malans (Doubs) (1834–1849)
- Kloster Vauluisant (1636–1791, vorher Zisterzienser (1127–1636), aufgehoben)

Großbritannien
- Caldey Abbey in Caldey Island, Wales (bestehend)
- Mount Saint Bernard Abbey in Coalville (Leicestershire) (bestehend)
- Sancta Maria Abbey in Nunraw, Haddington, Schottland (bestehend)
- Portglenone Abbey, Antrim, Nordirland (bestehend seit 1948)

Irland
- Bolton Abbey in Moone, Kildare (bestehend)
- New Mellifont Abbey in Collon, Louth (bestehend)
- Mount Melleray Abbey in Cappoquin (bestehend)
- Mount St. Joseph Abbey in Roscrea, Tipperary (bestehend)
- Our Lady of Bethlehem Abbey in Portglenone, Ballymena (bestehend)

Italien
- Kloster Casamari (1717–1892, vorher 1035–1140/1152 Benediktiner, 1152–1717 und seit 1929 Zisterzienser)
- Kloster San Bartolomeo di Buonsollazzo, Borgo San Lorenzo (1705–1782, davor Benediktiner (1084–1320), Zisterzienser (1320–1705), danach Kamaldulenser (1877–2004))
- Abbazia delle Tre Fontane in Rom (seit 1868 bestehend, vorher Zisterzienser (1140–1810), Minoriten (1826–?))
- Madonna dell’Unione di Boschi in Monastero Vasco (bestehend)
- Abbazia N.S. del Santissimo Sacramento in Frattocchie (bestehend)

Niederlande
- Abdij O.L.V. van Koningshoeven in Berkel-Enschot (bestehend)
- Abdij O.L.V. van Sion in Diepenveen (aufgelöst)
- Abdij Lillbosch in Echt (bestehend)
- Abdij O.L.V. Onbevlekt Ontvangen in Ulingsheide/Tegelen (aufgelöst)
- Abdij Maria Toevlucht in Zundert (bestehend)

Österreich
- Stift Engelszell in Engelhartszell (bestehend seit 1925, vorher Zisterzienser (1293–1786))

Slowenien
- Trappistenabtei Reichenburg (1881–2004)

Spanien
- Abadia Cisterciense de Viaceli in Kantabrien (bestehend)
- Monasterio de Santa María de la Oliva in Carcastillo, Navarra (bestehend)
- Monasterio de Zenarruza in Zenarruza, Bizkaia (bestehend)
- San Isidro de Dueñas in Venta de Baños, Palencia (bestehend)
- San Pedro de Cardeña in Burgos (bestehend)
- Santa María de Huerta in Soria (bestehend)
- Santa María de Las Escalonias in Hornachuelos (bestehend)
- Santa María de Sobrado in Sobrado de los Monjes, A Coruña (seit 1966 bestehend, vorher Benediktiner (10.–12. Jahrhundert), Zisterzienser (1142–1835))
- Santa María la Real de Oseira in Oseira (bestehend)
- Kloster La Trapa bei Sant Elm auf Mallorca (1810–1935, aufgelöst)

Tschechien
- Kloster Nový Dvůr in Touzim (bestehend)

### Ozeanien
Australien
- Tarrawarra Abbey in Tarrawarra, Provinz Victoria (bestehend)

Neuseeland
- Our Lady of the Southern Star Abbey in Takapau (bestehend)

### Mittel- und Nordamerika
Dominikanische Republik
- Monasterio Santa Maria del Evangelio in Jarabacoa (bestehend)

Kanada
- Abbaye Notre Dame des Prairies / Our Lady of the Prairies in Holland, Manitoba (bestehend)
- Abbaye Notre Dame du Lac in Oka, Québec (bestehend)
- Abbaye Notre Dame du Calvaire in Rogersville (bestehend)
- Cistercian Monastery of Notre Dame
- Monastère Notre Dame de Mistassini in Dolbeau-Mistassini (bestehend)
- Our Lady of Grace (Petit Clairvaux) in Monastery bei Antigonish (aufgelöst)

Mexiko
- Monasterio Virgen des Curutarán in Jacona (bestehend)

USA
- Kloster Our Lady of Genesee in Piffard (New York, bestehend)
- Gethsemani Abbey in Trappist (Kentucky) (bestehend)
- Holy Trinity Abbey in Huntsville (Utah) (aufgelöst 2017)
- St. Joseph’s Abbey in Spencer (Massachusetts) (bestehend)
- Assumption Abbey in Ava (Missouri) (bestehend)
- Monastery of the Holy Spirit in Conyers, Georgia (bestehend)
- St. Benedicts Monastery in Snowmass (Colorado, bestehend)
- Mepkin Abbey in Moncks Corner (South Carolina, bestehend)
- New Melleray Abbey in Peosta (Iowa, bestehend)
- Our Lady of Guadalupe Abbey in Lafayette (Oregon) (bestehend)
- Our Lady of New Clairvaux Abbey in Vina (Kalifornien) (bestehend)
- Our Lady of the Holy Cross Abbey, Berryville VA (bestehend)

### Südamerika
Argentinien
- Monasterio de Nuestra Señora de los Angeles in Azul (bestehend)

Brasilien
- Kloster Tremembé Maristella/Maristela (1904–1936)
- Nossa Senhora do Novo Mundo in Campo do Tenente PR (bestehend)

Chile
- Monasterio Santa Maria de Miraflores bei Rancagua (bestehend)

Ecuador
- Santa María del Paraíso in Latacunga, Cotopaxi (bestehend)

Venezuela
- Monasterio Nuestra Señora de los Andes in Mérida (bestehend)

## Trappistinnen

### Afrika
Angola
- Mosteiro de S. Ma. Nassoma-y’Ombembwa in Huambo (bestehend)

Benin
- Monastère l’Étoile Notre-Dame in Parakou (bestehend)

Kamerun
- Notre-Dame de Grandselve in Obout bei M’Balmayo (bestehend)

Demokratische Republik Kongo
- Trappistinnenabtei Clarté-Dieu in Murhesa (bestehend; die postalische Adresse ist in Ruanda, das Kloster in der Demokratischen Republik Kongo)
- Trappistinnenkloster Mvanda in Kikwit (bestehend)

Madagaskar
- Monastera Masina Maria in Fianarantsoa (bestehend)

Nigeria
- St. Justina’s Monastery in Abakaliki (bestehend)

Ruanda
- Sœurs Trappistines in Kibungo (bestehend)

Uganda
- Trappistinnenabtei Butende in Butende bei Masaka (bestehend)

### Asien
China
- Kloster Our Lady Star of Hope, Macau, seit 2012 (bestehend)

Indien
- Ananda Matha Ashram in Wayanad, Kerala (bestehend)

Indonesien
- Pertapaan Bunda Permersatu in Gedono bei Salatiga (bestehend)

Japan
- Trappist Shūdōin in Hakodate, Präfektur Hokkaidō (bestehend)
- B. M. Nishinomiya in Nishinomiya, Präfektur Hyōgo (bestehend)
- Trappist Shūdōin in Imari, Präfektur Saga (bestehend)
- Trappist Shūdōin in Nasu, Präfektur Tochigi (bestehend)
- Ajimu no Seibō Shūdōin in Kayagomori, Ajimu-machi, Usa, Präfektur Ōita (bestehend)

Korea
- Monastery Sujong in Sujong-ri (bestehend)

Philippinen
- Our Lady of Matútum in Landan (bestehend)

### Europa
Belgien
- Abbaye Notre-Dame de Clairefontaine in Bouillon (bestehend)
- Abbaye Notre-Dame de la Paix in Chimay (bestehend)
- Trappistinnenabtei Soleilmont in Fleurus (bestehend)
- Trappistinnenabtei Nazareth in Brecht (bestehend)
- Monasterium O.L.Vr. van Klaarland in Bocholt (bestehend)
- Abbaye Notre-Dame de Brialmont in Tilff (bestehend)

Deutschland
- Kloster Gethsemani in Dannenfels, Rheinland-Pfalz (bestehend)
- Abtei Maria Frieden in Steinfeld (Kall) (bis 2021 in Dahlem), Nordrhein-Westfalen (bestehend)
- Klause Egg in Heiligenberg, Baden-Württemberg[6], (bis 2021, dann Umzug nach Steinfeld)[7]

Frankreich
- Monastère Notre-Dame des Gardes in St-Georges-des-Gardes (bestehend)
- Monastère Notre-Dame de la Coudre in Laval (bestehend)
- Abbaye Notre-Dame d’Altbronn in Ergersheim (2009 nach Baumgarten übersiedelt)
- Abbaye Notre-Dame de Bon-Secours in Blauvac (bestehend)
- Abbaye Notre-Dame de Saint-Joseph d’Ubexy in Charmes (bestehend)
- Abbaye Sainte-Marie du Rivet in Auros (bestehend)
- Abbaye Notre-Dame de Bonne-Espérance in Échourgnac (bestehend)
- Abbaye Notre-Dame de Bonneval in Espalion (bestehend)
- Notre-Dame du S.C. de Chambarand in Roybon (bestehend)
- Abbaye de Belval in Troisvaux (2008 in Kloster Igny aufgegangen)
- Abbaye La Joie Notre-Dame in Campénéac (bestehend)
- Abbaye Notre-Dame de la Grâce-Dieu in Chaux-lès-Passavant (bestehend)
- Abbaye Notre-Dame d’Igny in Arcis-le-Ponsart (bestehend)
- Monastère de la Paix-Dieu in Anduze (bestehend)
- Monastère du Jassonneix in Meymac (bestehend)

Großbritannien
- Holy Cross Abbey, Trappistinnenabtei Whitland, Wales (bestehend)

Irland
- St. Mary’s Abbey in Glencairn, Waterford (bestehend)

Italien
- Monastero Nostra Signora di San Giuseppe in Vitorchiano, Provinz Viterbo (bestehend)
- Monastero di N.S. di Valserena in Guardistallo, Provinz Pisa (bestehend)

Niederlande
- Kloster Blitterswijck in Blitterswijck bei Venray, Provinz Limburg (Niederlande), französisches Kloster der Trappistinnen (1903–1919)
- Abdij O.L. Vr. van Koningsoord in Arnhem (bestehend)

Norwegen
- Tautra Mariakloster in Frosta (bestehend)

Schweiz
- Trappistinnenkloster Géronde in Siders (seit 2008 bestehend)
- Abtei La Fille-Dieu in Romont FR (bestehend)

Spanien
- Trappistinnenkloster Alloz in Alloz-Estella, Navarra (bestehend)
- Trappistinnenkloster Vico in Arnedo, La Rioja (bestehend)
- Trappistinnenkloster Arévalo in Arévalo, Ávila (bestehend)
- Trappistinnenkloster Santa Ana (Ávila) in Ávila (bestehend)
- Monasterio Santa Maria de Gratia Dei in Benaguacil, Valencia (bestehend)
- Kloster Sancti Spiritus (Olmedo) (1950 bis 1956)
- Monasterio de la Asunción in Carrizo de la Ribera, León (bestehend)
- Monasterio Santa María de la Caridad in Tulebras, Navarra (bestehend)
- Trappistinnenkloster La Paz (La Palma-Cartagena) in La Palma, Cartagena (bestehend)
- Monasterio de Armenteira in Armenteira, Pontevedra (seit 1989 bestehend, vorher Zisterzienser (1162–1837))

Tschechien
- Trappistinnenabtei Naší Paní nad Vltavou in Křečovice, Okres Benešov (bis 2018 Priorat, bestehend)

### Mittel- und Nordamerika
Kanada
- Abbaye Notre-Dame de l’Assomption in Rogersville, Provinz New Brunswick (bestehend)
- Abbaye Notre-Dame du Bon Conseil in Saint-Benoit-Labre, Québec (bestehend)

Mexiko
- Trappistinnenabtei El Encuentro in Ciudad Hidalgo, Michoacán (bestehend)

Nicaragua
- Monasterio Santa Maria de la Paz in Santo Tomas, Juigalpa (bestehend)

USA
- Mount St. Mary’s Abbey, Wrentham, Massachusetts (bestehend)
- Redwoods Monastery in Whitethorn, Kalifornien (bestehend)
- Our Lady of the Mississippi Abbey in Dubuque, Iowa (bestehend)
- Santa Rita Abbey in Sonoita, Arizona (bestehend)
- Our Lady of the Angels Monastery in Crozet, Virginia (bestehend)

### Südamerika
- Argentinien
- Monasterio de la Madre de Cristo in Hinojo (Provinz Buenos Aires, bestehend)

- Brasilien
- Trappistinnenkloster Boa Vista in Rio Negrinho (Santa Catarina) (2009), Priorat 2018
- Kloster Tremembé Mosteiro Nossa Senhora do Sagrado Coração de Jesus (1908–1921), dann in Nova Friburgo (1921–1925)

- Chile
- Monasterio Nuestra Señora de Quilvo in Curicó (bestehend)

- Ecuador
- Monasterio Sta. Ma. de la Esperanza in Esmeraldas (bestehend)

- Venezuela
- Monasterio N.S. de Coromoto in El Tocuyo (bestehend)